# Friedrich Heinrich von Seckendorff

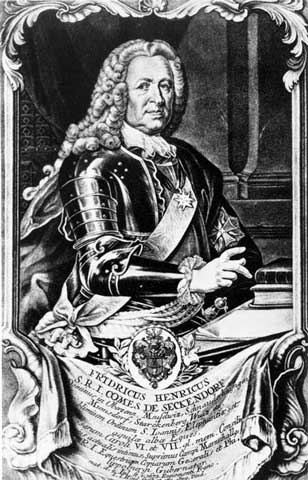

Friedrich Heinrich Reichsgraf von Seckendorff (Königsberg in Bayern, 5 de julio de 1673 - Altenburger Land, 23 de noviembre de 1763) fue un militar, diplomático y Mariscal de Campo alemán que estuvo al servicio de la Casa de Habsburgo de Austria y posteriormente se unió al ejército de Baviera, batallando en contra de Austria. 

## Familia
Friedrich Heinrich von Seckendorff nació en Königsberg in Bayern, Baviera, el 5 de julio de 1673. Era hijo de un oficial de Ducado de Sajonia-Gotha y nieto del estadista alemán Veit Ludwig von Seckendorff. Estudió derecho en las universidades de Jena, Leipzig y Leiden.

## Carrera militar temprana
En 1693 Seckendorff sirvió en el ejército aliado comandado por Guillermo III de Inglaterra, y en 1694 obtuvo el grado de corneta en un regimiento de caballería de Gotha, el cual estaba al servicio de Austria. Después de haber abandonado la caballería, Seckendorff se convirtió en un oficial de infantería al servicio de la República de Venecia y en 1697 al servicio del Margrave de Ansbach, quien en 1698 transfirió el regimiento al que Seckendorff le servía al Ejército Imperial. Por consiguiente Seckendorff sirvió bajo las órdenes de Eugenio de Saboya en la Gran Guerra Turca, combatiendo al Imperio otomano.
En 1699, Seckendorff se casó y regresó a Ansbach como un oficial de la corte, pero el estallido de la Guerra de Sucesión Española lo llevó al campo de batalla de nuevo, esta vez como un teniente coronel de un regimiento de Ansbach que estaba al servicio de las Provincias Unidas de los Países Bajos. Durante esta guerra Seckendorff comandó al regimiento de Ansbach, estuvo a la cabeza de sus dragones, y además, capturó 16 banderas de guerra en la Batalla de Höchstädt. Después, fue promovido a oberst, y participó en las batallas de Ramillies (1706), Oudenarde (1708) y el Sitio de Lille (1708).

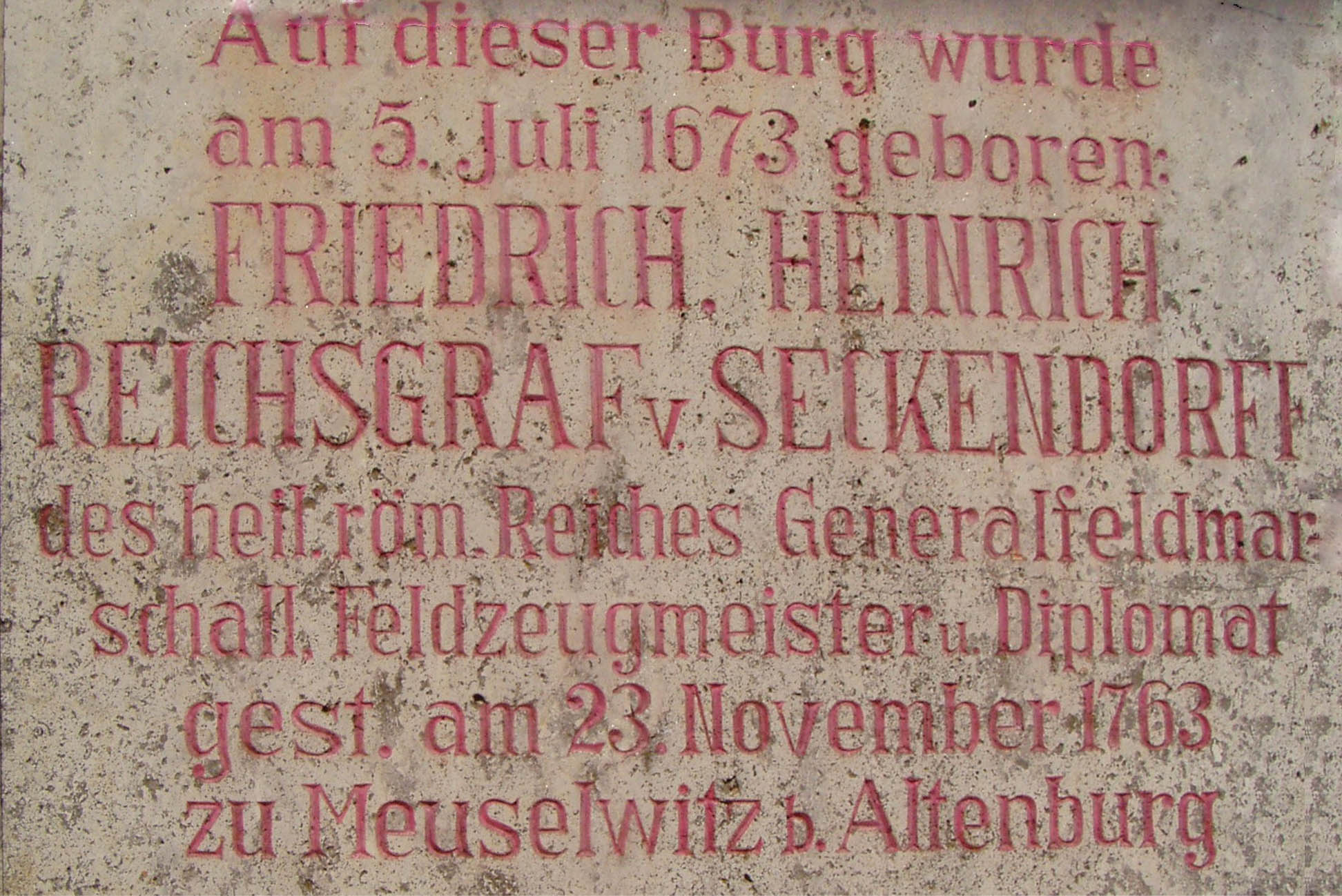
Memorial a Seckendorff en el castillo de Königsberg

Decepcionado por no avanzar rápidamente en su carrera militar, Seckendorff entró al servicio del rey Augusto II de Polonia como un Generalmajor y dirigió a las tropas sajonas auxiliares del rey en Flandes, luchando en el Sitio de Tournai y en la Batalla de Malplaquet. En 1713, Seckendorff sirvió como embajador de Polonia en La Haya, en la negociación del Tratado de Utrecht, y en ese mismo año, suprimió una revuelta en Polonia. Como Teniente general, Seckendorff mandó tropas sajonas al Sitio de Stralsund en 1715 en contra del rey Carlos XII de Suecia.
Seckendorff volvió a entrar al servicio imperial del Sacro Imperio Romano Germánico como Feldmarschallleutnant en 1717. Bajo el mando de Eugenio de Saboya, Seckendorff comandó dos regimientos de Ansbach contra el Imperio otomano en Belgrado. En 1718 luchó con éxito contra los españoles en Sicilia. Después de que en 1719 se le otorgó el título de Reichsgraf, Seckendorff fue nombrado Feldzeugmeister (general de artillería) dos años más tarde.

## Diplomacia
En 1726, a instancias de Eugenio de Saboya, Seckendorff se convirtió en el embajador imperial en la corte de Prusia en Berlín. Se ganó la confianza del rey Federico Guillermo I de Prusia, con quién anteriormente había luchado en la Guerra de Sucesión Española.  Seckendorff también sobornó al Ministro de Estado, el influyente Friedrich Wilhelm von Grumbkow, con una pensión austriaca. Con el fin de evitar el matrimonio entre el príncipe heredero Federico II y una princesa de la casa de Hannover, para que no hubiese alianza alguna entre Prusia y Gran Bretaña, Seckendorff manipuló a Federico Guillermo y a su hijo para que el matrimonio fuese con Isabel Cristina de Brunswick-Bevern, debido a que ese matrimonio resultaba más favorable para Austria.
La habilidad diplomática de Seckendorff también dio lugar al reconocimiento de la Pragmática Sanción por los tribunales de numerosos principados de Alemania, Dinamarca y las Provincias Unidas de los Países Bajos.

## Últimos años de su carrera militar
En 1734, Seckendorff regresó al ejército imperial y se convirtió en gobernador de Maguncia. Como general imperial de caballería durante la Guerra de Sucesión de Polonia, dirigió a 30 000 soldados contra los franceses en Clausen, el 20 de octubre de 1735. En 1737, el emperador Carlos VI hizo a Seckendorff comandante supremo en Hungría, y al mismo tiempo, le otorgó la batuta de Feldmarschall. Aunque inicialmente tuvo éxito en la campaña de Austria y Rusia en contra del Imperio Otomano, se vio obligado a retirarse al otro lado del río Sava. Sus numerosos enemigos en Viena fueron la causa de su retiro, juicio y el encarcelamiento en Graz como castigo por la guerra fracasada.
Más tarde, en 1740, la emperatriz María Teresa I lo liberó de la prisión, sin embargo, esta se negó a pagarle sus sueldos atrasados, y por consiguiente, Seckendorff abandonó todas sus funciones en el Sacro Imperio Romano Germánico, y aceptó el rango de mariscal de campo al servicio de Baviera, impuesto por Carlos VII. Como comandante del ejército de Baviera, Seckendorff liberó a Múnich durante la Guerra de Sucesión Austriaca, y como consecuencia de una serie de victorias en 1743 y 1744, la armada imperial se vio obligada a retirarse de Bohemia. Después de eso, Seckendorff renunció.
Después de la muerte de Carlos VII, el 20 de enero de 1745, Seckendorff negoció la reconciliación entre el Sacro Imperio Romano Germánico y el electorado de Baviera el 22 de abril de 1745 mediante el Tratado de Füssen. El emperador Francisco I le reafirmó todos sus honores y después, Seckendorff se retiró a su finca en Meuselwitz, Turingia. En 1757, debido a la muerte de su esposa, a quién le tenía un afecto profundo y duradero, Seckendorff comenzó a presentar problemas de salud. Después, Federico el Grande mandó a los húsares a secuestrar a Seckendorff de su finca en Meuselwitz, en diciembre de 1758, durante la Guerra de los Siete Años. Después de pasar medio año de detención en Magdeburgo, Seckendorff fue intercambiado por el príncipe Moritz de Anhalt-Dessau, quien había sido capturado por los austriacos en Hochkirch.
Seckendorff murió el 23 de noviembre de 1763, en Altenburger Land.